# Anthony McGill
Anthony McGill (Glasgow, 5 de febrero de 1991) es un jugador de snooker escocés.

## Biografía
Nació en la ciudad escocesa de Glasgow en 1991. Es jugador profesional de snooker desde 2010. Se ha proclamado campeón de dos torneos de ranking, el Abierto de la India de 2016 y el Snooker Shoot Out de 2017, y fue subcampeón del Abierto de la India de 2017. No ha logrado, hasta la fecha, hilar ninguna tacada máxima, y la más alta de su carrera está en 144.